# Myxobolus exiguus
Myxobolus exiguus is een microscopische parasiet uit de familie Myxobolidae. Myxobolus exiguus werd in 1895 beschreven door Thélohan. 